# مقاطعة مكلين (إلينوي)
مقاطعة مكلين (بالإنجليزية: McLean County)‏ هي إحدى المقاطعات في ولاية إلينوي في الولايات المتحدة الأمريكية.

## أعلام
- لويس ستيفنسون
- فرانك نايت